# Кинто (Грузия)
Кинто (груз. კინტო) — мелкие торговцы в Грузии, особенно Тбилиси, которые, как правило, занимались продажей фруктов и овощей вразнос. Характерная модель поведения кинто — весёлость, энергичность, шустрость, пронырливость, некоторая фамильярность, способность на мелкое плутовство — стала образной, и кинто начали называть людей, ведущих весёлый, праздный образ жизни. Кинто является персонажем грузинских народных сказаний, песен и городских легенд, а также литературных, живописных и кинематографических произведений.
Типичные тифлисские кинто одевались в архалук или ситцевую рубаху в белый горошек, с высоким воротом, который, однако, не застёгивался, в просторные ситцевые шаровары, заправлявшиеся в сапоги гармошкой, на голове картуз. Кинто не носили чоху, подпоясывались узким наборным ремешком. Особым шиком для кинто считалось иметь массивную золотую цепь от часов, которая должна была спускаться из кармана архалука.
Последние исследования показывают, что среди кинто была распространена гомосексуальность, а общество терпимо относилось к этому, так как их не заботила жизнь этих маргинализованных людей. Вследствие этого кинто стали символом организации Tbilisi Pride.

## Кинто в культуре
Кинто фигурируют в пьесах Авксентия Цагарели, в частности, в пьесе «Ханума»), а также в произведениях, созданных на её основе — опере «Кето и Котэ», фильме-спектакле «Ханума», фильмах «Кето и Котэ», «Иные нынче времена».
Образ кинто отражал на своих полотнах грузинский художник Ладо Гудиашвили. Его картину «Кутёж кинто с женщиной» приобрёл в свою коллекцию испанский художник Сулоага с намерением позже передать их в собрание музея Прадо. Кинто встречается на картинах и другого известного грузинского живлописца — Нико Пиросмани.
С названием кинто связан грузинский танец кинтаури — согласно сложившемуся образу, кинто носили на поясе лёгкие красные платки, и в кинтаури мужчины танцуют с платками.